# Нојлинген
Нојлинген (њем. Neulingen) општина је у њемачкој савезној држави Баден-Виртемберг. Једно је од 28 општинских средишта округа Енцкрајс. Према процјени из 2010. у општини је живјело 6.669 становника. Посједује регионалну шифру (AGS) 8236073.

## Географски и демографски подаци
Нојлинген се налази у савезној држави Баден-Виртемберг у округу Енцкрајс. Општина се налази на надморској висини од 325 метара. Површина општине износи 23,2 km². У самом мјесту је, према процјени из 2010. године, живјело 6.669 становника. Просјечна густина становништва износи 288 становника/km².

## Међународна сарадња
| Мјесто   | Држава  | Врста сарадње | Од    |
| -------- | ------- | ------------- | ----- |
| Рубијера | Италија | партнерство   | 1990. |
| Извор    |         |               |       |